# Пужайківська сільська рада
Пужа́йківська сільська́ ра́да — колишня адміністративно-територіальна одиниця та орган місцевого самоврядування в Балтському районі Одеської області. Адміністративний центр — село Пужайкове.

## Загальні відомості
- Територія ради: 75,42 км²
- Населення ради: 2 479 осіб (станом на 2001 рік)
- Територією ради протікає річка Савранка

## Населені пункти
Сільській раді підпорядковані населені пункти:
- с. Пужайкове
- с. Савранське

## Населення
Згідно з переписом 1989 року населення сільської ради становило 2918 осіб, з яких 1192 чоловіки та 1726 жінок.
За переписом населення 2001 року в сільській раді мешкали 2473 особи.

### Мова
Розподіл населення за рідною мовою за даними перепису 2001 року:
| Мова       | Відсоток |
| ---------- | -------- |
| українська | 94,72 %  |
| молдовська | 3,23 %   |
| російська  | 1,9 %    |
| болгарська | 0,08 %   |
| білоруська | 0,04 %   |
| гагаузька  | 0,04 %   |

## Склад ради
Рада складається з 16 депутатів та голови.
- Голова ради: Даліщук Сергій Іванович
- Секретар ради: Ткаченко Валентина Миколаївна

### Керівний склад попередніх скликань
| Прізвище, ім'я, по батькові | Основні відомості                                                                       | Дата обрання | Дата звільнення |
| --------------------------- | --------------------------------------------------------------------------------------- | ------------ | --------------- |
| Івоненко Віктор Федорович   | Сільський голова, 1967 року народження                                                  | 26.03.2006   | 31.05.2010      |
| Даліщук Сергій Іванович     | Сільський голова, 1964 року народження, освіта середня спеціальна, член Партії регіонів | 31.10.2010   |                 |

Примітка: таблиця складена за даними сайту Верховної Ради України

### Депутати
За результатами місцевих виборів 2010 року депутатами ради стали:

#### За суб'єктами висування
| Суб'єкт висування                                       | Кількість обраних депутатів | %    |
| ------------------------------------------------------- | --------------------------- | ---- |
| Українська Народна Партія                               | 7                           | 43,8 |
| Партія регіонів                                         | 6                           | 37,5 |
| Політична партія Всеукраїнське об'єднання «Батьківщина» | 2                           | 12,5 |
| Соціалістична партія України                            | 1                           | 6,3  |

#### За округами
| № округу                                                | Прізвище, ім'я, по батькові    | Дата визнання обраним | Освіта             | Партійна приналежність                        | Відомості про обраного депутата                                      |
| ------------------------------------------------------- | ------------------------------ | --------------------- | ------------------ | --------------------------------------------- | -------------------------------------------------------------------- |
| Партія регіонів                                         |                                |                       |                    |                                               |                                                                      |
| 3                                                       | Богонос Іван Макарович         | 14.11.2010            | середня спеціальна | член Партії регіонів                          | фермерське господарство, фермер                                      |
| 7                                                       | Ткаченко Валентина Миколаївна  | 02.11.2010            | вища               | позапартійна                                  | сільська рада, секретар                                              |
| 13                                                      | Алексієнко Анатолій Іванович   | 02.11.2010            | середня спеціальна | член Партії регіонів                          | приватний підприємець                                                |
| 14                                                      | Чечельницький Віктор Іванович  | 02.11.2010            | середня спеціальна | член Партії регіонів                          | фермерське господарство, фермер                                      |
| 15                                                      | Шатайло Сергій Дмитрович       | 02.11.2010            | середня спеціальна | член Партії регіонів                          | фермерське господарство, фермер                                      |
| 16                                                      | Побережна Наталія Семенівна    | 02.11.2010            | середня            | член Партії регіонів                          | тимчасово не працює                                                  |
| Політична партія Всеукраїнське об'єднання «Батьківщина» |                                |                       |                    |                                               |                                                                      |
| 2                                                       | Загорулько Марія Степанівна    | 14.11.2010            | вища               | член Всеукраїнського об'єднання «Батьківщина» | пенсіонер                                                            |
| 9                                                       | Івоненко Віталій Федорович     | 02.11.2010            | середня            | член Всеукраїнського об'єднання «Батьківщина» | приватний підприємець                                                |
| Соціалістична партія України                            |                                |                       |                    |                                               |                                                                      |
| 8                                                       | Палій Віталій Анатолійович     | 14.11.2010            | середня            | член Соціалістичної партії України            | тимчасово не працює                                                  |
| Українська Народна Партія                               |                                |                       |                    |                                               |                                                                      |
| 1                                                       | Муль Павло Валерійович         | 02.11.2010            | вища               | член Української Народної Партії              | фермерське господарство «Галина», фермер                             |
| 4                                                       | Пастух Олександр Борисович     | 02.11.2010            | середня спеціальна | член Української Народної Партії              | фермерське господарство «Ольга», фермер                              |
| 5                                                       | Загорулько Павло Володимирович | 02.11.2010            | вища               | член Української Народної Партії              | ЗАТ «РАЙЗ»                                                           |
| 6                                                       | Алексієнко Микола Степанович   | 02.11.2010            | середня спеціальна | член Української Народної Партії              | сільськогосподарський виробничий кооператив «Золотий урожай», голова |
| 10                                                      | Безуглий Іван Іванович         | 02.11.2010            | середня            | член Української Народної Партії              | фермерське господарство, механізатор                                 |
| 11                                                      | Муль Андрій Валерійович        | 02.11.2010            | середня спеціальна | член Української Народної Партії              | фермерське господарство «Галина», фермер                             |
| 12                                                      | Лисюк Дмитро Григорович        | 02.11.2010            | середня            | член Української Народної Партії              | пенсіонер                                                            |